# 石田とあさくら
『石田とあさくら』（いしだとあさくら）は、マサオによる日本の漫画。略称「石あさ」。『全年齢向けBL漫画』を謳っており、BL作品のパロディ的な学園ギャグである。
イラスト投稿サイト「pixiv」や自身のサイトにて公開（現在は公開終了）。その後、2011年から2012年にかけて「ヤングキング」「月刊ヤングキング」（少年画報社）にて商業版が連載された。最終回は単行本では雑誌掲載時とは異なる結末が描き下ろされた。また、2013年1月から3月までテレビアニメが放映された。

## 登場人物
あさくら
声 - 中本順久
天然パーマの髪と顎の長い顔が特徴の男子高校生でこの作品の主人公。会話の際には最後の一語をやや間を置いてから話すクセがある。石田や山田から想いを寄せられるが、れっきとした異性愛者でおっぱいのことしか興味がない。将来は女子校の先生になるのが夢。
石田（いしだ）
声 - 森嶋秀太
あさくらのクラスメイトの男子で、もうひとりの主人公。額がM字型の坊主頭が特徴。あさくらとは小学校からの幼馴染で、彼のことが好き。夢はあさくらと一緒に花屋を経営すること。
山田（やまだ）
声 - 櫻井トオル
あさくらのクラスメイトの男子。石田にとっては恋敵。眼鏡に出っ歯、体操服という風貌。
佐藤（さとう）
声 - 中野さいま
あさくらのクラスメイトの女子。おっぱいが大きいことがコンプレックスだったが、あさくらの一言がきっかけで彼に惚れる。
木下（きのした）
声 - 島本須美
あさくら達の担任教師。童顔、巨乳と生徒達に人気があるが、その正体は女装した男。2児の父でもある。
奈々子
声 - 鳥部万里子
木下の娘。
山口先生
声 - 郷田ほづみ
新任教師。
アイアン山田一号
声 - 櫻井トオル
山田が作ったロボット。
メイド
声 - みくる
アリス（石田）が働くメイド喫茶のメイド。
店長
声 - 光明寺敬子
アリス（石田）が働くメイド喫茶の店長。
山田妹
声 - みくる
兄同様、眼鏡をかけ体操服にブルマー姿で学校に通っている。ひょんなことから石田に惚れる。
おっぱい星人
声 - 四宮豪
あさくらが落としたUFOのおっぱい侵略宇宙人。
モデルは原作者であるマサオ。

## 書籍情報
- マサオ『石田とあさくら』 少年画報社〈ヤングキングコミックス〉、全2巻
  1. 第1巻 2012年4月19日発売 ISBN 978-4785938260
  2. 第2巻 2012年12月19日発売 ISBN  978-4785939984

## テレビアニメ
2013年1月6日より2013年3月までTOKYO MX、ニコニコ動画にて、2分枠のショートアニメとして放送された。2013年夏にDVDが発売される予定であったが、現在に至るまで発売されていない。

### スタッフ
- 原作 - マサオ（ヤングキングコミックス・少年画報社刊）
- 監督・絵コンテ - ぴっぷや
- プロデュース - 角田博昭
- プロデューサー - 久住善典、北田修一
- シリーズ構成・脚本 - 山下憲一
- キャラクターデザイン - P・E・N
- 音響監督 - 山本浩司
- 選曲・効果 - 高梨絵美
- 録音調整 - 中野陽子
- 録音助手 - 佐藤敦
- 録音スタジオ - スタジオインスパイア
- 音響製作 - ダックスプロダクション
- アニメーション制作 - ダックスプロダクション、HOTLINE

### 主題歌
主題歌「ドキドキドク」（YTE）（第1 - 11話）
作詞・作曲・編曲・歌 - 玲里

### 各話リスト
| 話数   | サブタイトル       |
| ------ | ------------------ |
| 第1話  | あさくらと将来     |
| 第2話  | あさくらと特訓     |
| 第3話  | あさくらとゾウさん |
| 第4話  | あさくらと電話     |
| 第5話  | 山口先生の情熱     |
| 第6話  | 奈々子とあさくら   |
| 第7話  | 石田とアイアン山田 |
| 第8話  | アリスとあさくら   |
| 第9話  | 山田とアリス       |
| 第10話 | 兄と妹             |
| 第11話 | 石田とスマイル     |
| 第12話 | 石田とあさくら     |

- 2013年3月31日は総集編を放送。

### 放送局
| 放送地域 | 放送局             | 放送期間               | 放送日時           | 放送系列   | 備考                         |
| -------- | ------------------ | ---------------------- | ------------------ | ---------- | ---------------------------- |
| 東京都   | TOKYO MX           | 2013年1月6日 - 3月31日 | 日曜 22:27 - 22:29 | 独立局     |                              |
| 日本全域 | ニコニコチャンネル | 2013年1月6日 - 3月31日 | 日曜 22:30更新     | ネット配信 |                              |
| 日本全域 | アニマックス       | 2014年1月4日 -         | 土曜 21:45 - 22:00 | BS/CS放送  | 3話連続放送 リピート放送あり |